# Groeihormoondeficiëntie
Groeihormoondeficiëntie is een tekort aan groeihormoon. Groeihormoon bevordert de groei van het lichaam. Een tekort aan groeihormoon heeft diverse gevolgen. Het groeihormoon oefent zijn werking voor een groot deel uit door het stimuleren van verschillende groeifactoren. De belangrijkste en bekendste daarvan is de insuline-like growth factor 1 (IGF-1). De belangrijkste gunstige effecten van groeihormoon en IGF-1 zijn:
- Opbouw van de spieren
- Versterking van de botten
- Instandhouding en versterking van de hartfunctie
- Afname van de hoeveelheid vet
- Regulering van de hoeveelheid vocht in het lichaam

Deze effecten worden bereikt door de invloed van het groeihormoon op verschillende stofwisselingssystemen van het lichaam. Het bevordert de vorming van eiwit en collageen (bindweefsel) en zorgt voor het vasthouden van calcium, fosfaat en stikstofverbindingen, stoffen die nodig zijn voor de groei. Ook bevordert het de afbraak van vetten in het lichaam.

## Volwassenen
Bij ongeveer één op de 10.000 volwassenen is er sprake van een groeihormoontekort. Vroeger werd gedacht dat groeihormoon alleen belangrijk was voor kinderen. Wetenschappelijk onderzoek heeft aangetoond dat groeihormoon ook voor volwassenen erg belangrijk is. Door het groeihormoontekort kunnen verschillende organen en weefsels niet optimaal werken. De belangrijkste kenmerken van groeihormoondeficiëntie op volwassen leeftijd zijn:
- Toename van lichaamsvet in de buik
- Afname van spiermassa
- Afname van de botdichtheid
- Verstoorde water- en zoutbalans (bloeddrukregulatie)
- Verhoogd vetgehalte in het bloed. Dit vergroot de kans op hart- en vaatziekten.
- Afname van energie en vitaliteit
- Afname van de cognitie, verminderd concentratievermogen en geheugenfunctie

### Oorzaken
Groeihormoon wordt door de hypofyse gemaakt. Een tekort aan groeihormoon in het bloed is het gevolg van een aandoening aan de hypofyse (primair hypopituïtarisme), of de hypothalamus (secundair hypopituïtarisme). Een van de meest voorkomende oorzaken is een (meestal goedaardig) gezwel in of vlak bij de hypofyse of hypothalamus.
Daarnaast zijn er zeldzamer oorzaken van het groeihormoontekort. Na bestraling op de schedel bijvoorbeeld bij een hersentumor. Ontstekingen en infecties in het hypofysegebied kunnen leiden tot beschadiging van de hypofyse. Ziekten van de hypothalamus of hypofyse (sarcoïdose, tuberculose, uitzaaiingen van bijvoorbeeld longkanker of borstkanker). Er kan sprake zijn van auto-antistoffen tegen de hypofyse. Na een ongeval met hoofdletsel kan de hypofyse of de hypothalamus beschadigd raken. Ook een secundair groeihormoontekort is mogelijk, bij nierinsufficiëntie, veroudering en ernstige obesitas.

Een aangeboren uitval van de hypofysecellen die groeihormoon maken, waardoor er op kinderleeftijd al een groeihormoontekort was. Als groeihormoon in de kinderjaren is gebruikt voor de lengtegroei moet dit in ongeveer 30% van de gevallen op volwassen leeftijd voortgezet worden omdat het groeihormoontekort blijft bestaan. Ook is er een groep patiënten waarbij de oorzaak van hun groeihormoontekort niet bekend is, de zogenaamde idiopathische groeihormoondeficiëntie.

### Diagnose
Bij kinderen is het vaststellen van een laag IGF-1-gehalte in het bloed bewijzend voor groeihormoondeficiëntie. Bij volwassenen is een laag IGF-1-gehalte in het bloed niet een sluitend bewijs, maar slechts een aanwijzing voor een groeihormoontekort. Volwassenen met een groeihormoontekort hebben meestal lagere IGF-1-waarden in hun bloed, maar een laag IGF-1-gehalte kan bijvoorbeeld ook duiden op ondervoeding.
Eén bloedbepaling is niet voldoende om vast te stellen of iemand te weinig groeihormoon aanmaakt. Om bij een volwassene duidelijk te krijgen of er sprake is van een groeihormoontekort, wordt er vaak een zogenaamde groeihormoonstimulatietest
verricht. Een veelgebruikte test is de 'insulinetolerantietest' (ITT). Het doen van één of meerdere stimulatietesten is op volwassen leeftijd meestal noodzakelijk om de definitieve diagnose te kunnen stellen.

### Behandeling
Indien er een groeihormoontekort wordt geconstateerd, kan dat worden aangevuld. Sinds 1985 bestaat er groeihormoon dat in het laboratorium is gemaakt. Bij een groeihormoonbehandeling wordt dagelijks, voor het slapen gaan, een beetje groeihormoon onder de huid (subcutaan) ingespoten. Het groeihormoon komt vlak onder de huid terecht en verspreidt zich via de bloedvaten naar de rest het lichaam, waar het zijn werk kan doen.
Groeihormoon moet worden geïnjecteerd, omdat het een eiwit is. Als groeihormoon via de mond ingenomen zou worden (bijvoorbeeld in pilvorm) zou het zijn werking verliezen, omdat het in de maag en darmen direct afgebroken wordt door de maag- en darmsappen.
De effecten van de behandeling zijn na ongeveer een half jaar goed merkbaar.

### Behandelresultaat
De belangrijkste positieve effecten van een groeihormoonbehandeling bij volwassen patiënten zijn (gemiddeld genomen):
- Afname van de hoeveelheid vetweefsel (met name in de buik)
- Toename van de spiermassa (hierdoor neemt de spierkracht toe)
- Toename van de botdichtheid
- Normalisatie van het vochtgehalte in de weefsels
- Verlaging van de cholesterolgehaltes in het bloed
- Verbeterde hartfunctie
- Toename van energie, vitaliteit en uithoudingsvermogen
- Verbetering van het concentratievermogen
- Verbetering van de algehele lichamelijke conditie
- Verbetering van de kwaliteit van leven

### Bijwerkingen
Tijdens de eerste weken van de behandeling kunnen de volgende bijwerkingen optreden:
- Vocht vasthouden
- Gewrichtsklachten
- Spierpijn
- Hoofdpijn
- Misselijkheid
- Branderig, prikkelend of tintelend gevoel aan handen en voeten

Deze bijwerkingen verdwijnen bijna altijd in de loop van de behandeling. Soms moet eerst de dosis groeihormoon tijdelijk verlaagd worden. Bij aanleg voor diabetes kunnen de bloedsuikerwaarden stijgen gedurende een groeihormoonbehandeling.

## Afnemende groeihormoonbehoefte bij het ouder worden
Met het stijgen der jaren neemt de behoefte aan groeihormoon af. Gedurende de puberteit en adolescentie, tussen de 12 en 20 jaar, is de behoefte aan groeihormoon het grootst. De betekenis van deze afnemende behoefte is niet bekend.

Kinderen met een tekort aan groeihormoon vertonen een vertraagde groei.
Verwar dit niet met dwerggroei want het lichaam ontwikkelt zich in normale proporties.
Bij baby's wordt de groei meer door de voedselinname bepaald dan door groeihormoon. Een tekort aan groeihormoon kan daarom pas worden opgemerkt wanneer het kind een peuter wordt. Bij een kind met groeihormoondeficiëntie ontwikkelt het lichaam zich in wel normale proporties, maar de groei verloopt veel trager. Soms is een kind van tien jaar niet groter dan een kind van vier tot vijf jaar. Een twintigjarige is soms niet langer dan een kind van zeven tot tien jaar. Naast vertraagde groei heeft het kind vaak een wat popperig gezicht, een teveel aan vetweefsel op de buik en een hoge stem. De groei en ontwikkeling van het zenuwstelsel worden niet belemmerd en de intelligentie is vergelijkbaar met die van leeftijdsgenoten.
Eén op de 2000 pasgeborenen heeft een tekort aan groeihormoon. Bij jongens komt dit anderhalf keer zo vaak voor als bij meisjes. Kenmerken van veelvoorkomende klachten van een tekort aan groeihormoon bij kinderen zijn:
- Kleine lengte
- Afbuigende groei
- Toename van het gewicht
- Een zogenaamde sinaasappelhuid
- Hoge stem
- Langdurig geel zien na de geboorte

### Oorzaken
- Aangeboren oorzaken
- Erfelijke/genetische aandoeningen
- Aanlegstoornissen van de hersenen
- Verkregen oorzaken
- Hersentumoren
- Na infecties van de hersenen
- Na ongelukken waarbij de hersenen betrokken zijn
- In 65% van de gevallen is de oorzaak onbekend (idiopathisch)

### Diagnose en behandeling
De diagnose groeihormoon tekort is gebaseerd op: klachten en symptomen (groeigegevens); lichamelijk onderzoek en laboratorium onderzoek. Er wordt een röntgenfoto van de linkerhand gemaakt om de botleeftijd vast te stellen en het bloed wordt onderzocht om het IGF-1 eiwit te meten. Daarna worden er groeihormoonstimulatietesten gedaan waarbij een medicijn wordt toegediend dat de afgifte van groeihormoon stimuleert; dit wordt vervolgens gemeten in het bloed.
Groeihormoon wordt één keer per dag, voor het slapen gaan, gegeven door middel van een injectie. Er bestaan injectiesystemen met en zonder naald. Als gevolg van de behandeling met groeihormoon zal het groeitempo na een paar maanden toenemen. De behandeling duurt totdat het kind is uitgegroeid, daarna wordt gekeken of er nog steeds sprake is van een tekort aan groeihormoon. Bij een deel van de kinderen waarbij de oorzaak onbekend is, gaat het tekort na de puberteit over. Als het tekort aan groeihormoon blijft bestaan, zal de behandeling worden voortgezet, ook op volwassen leeftijd.